# 格貝哈
格貝哈，或译吉科巴哈（[ᶢǃʱɛ̀ɓéːxà]），原名伊丽莎白港（英語：Port Elizabeth，口语中常简称为“P.E.”），南非主要港口之一，是东开普省人口最多的城市与文化经济中心。格贝哈位于南非西南部的阿尔哥亚湾，距离约翰内斯堡1058千米。格贝哈行政面积达到251平方公里，隶属于总面积约1959平方公里的纳尔逊·曼德拉湾大都会自治市。
格貝哈是南非历史第二悠久的城市，亦为人口第六多的城市。 格贝哈的历史始于1820年英国殖民者建立的定居点，后于1861年获得城镇建制，1913年正式建市，命名为伊丽莎白港。2019年，东开普省地名委员会提议，将城市官方名称变更为穿城而过的巴肯河的科萨语与南科伊语名字“Gqeberha”（格贝哈)，并获中央政府采纳。2021年2月23日，在当地人民激烈的反对声中，改名正式生效。

## 歷史

### 早期历史
1780年，为了阻止散居的布尔人农民进一步分散，亦为防止科萨族人进犯其领地，荷兰东印度公司以大鱼河划定了荷属开普殖民地的东部边境。

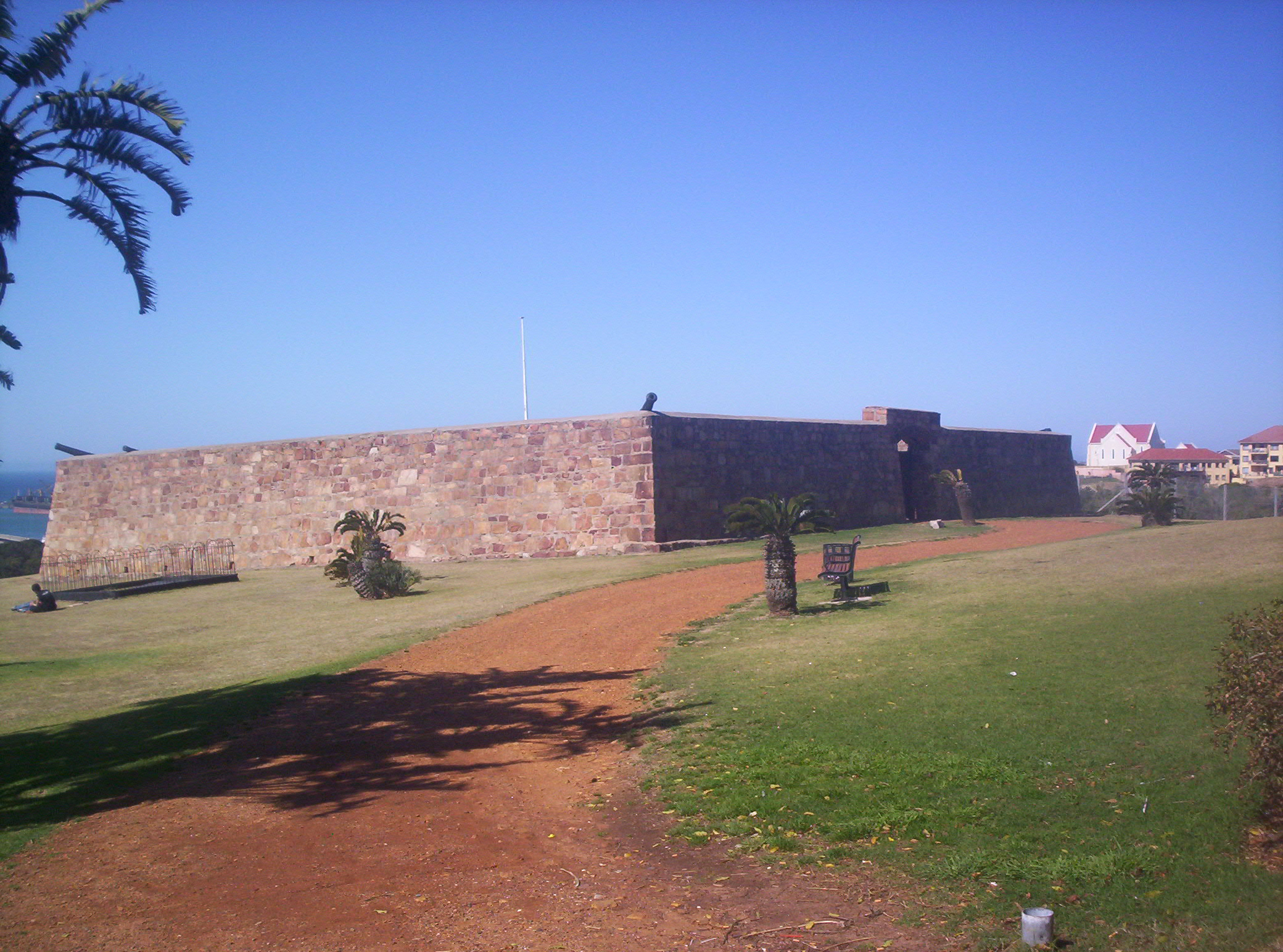
弗雷德里克要塞

1799年，为了防范法国军队可能的登陆作战计划，戍守阿尔哥亚湾的英军建立起了弗雷德里克要塞。这座如今依然耸立在城市中心的石制堡垒自然成为了伊丽莎白港最古老的建筑之一。

### 1820年定居者
拿破仑战争结束之后，英国国内的失业率问题日夜严峻，政府因而鼓励国民移居开普殖民地。1819年，英国政府制定方案，将帮助约4000名移民定居好望角地区。伦敦与开普敦的殖民机关达成共识，即将拥有足够财力的英国移民安置在殖民地的东部边境，以巩固边疆及开发当地的大片土地。尽管就理论而言，申请人必须有能雇佣十名及以上劳工的实力，但在实际执行上，当局却是以“方便行事”为纲。因此，少量赤贫人口亦被纳入移民当中，绝大多数移民的经济实力则是介于赤贫与有产者之间。不少有钱支付定金却无力雇佣劳工的申请者选择结成股份制团体，集体提交申请，到达目的地后再由团体头目将集体所得的土地进行分配，尽管此举亦违背相关条款，这样的团体却占了移民的多数。1819年11月8日，负责运送最早的两批移民的艦船，运兵船查普曼号和鹦鹉螺号（1820年定居者）开始准备从泰晤士河南岸的德普特福德码头接受乘客登船。12月3日，查普曼号驶离英格兰肯特郡的格雷夫森德镇，与鹦鹉螺号一起驶向了大海。隔年三月十七日，经历漫长的航行（中途曾停泊葡属佛得角的普拉亚港以获取补给）之后，两艘移民船下锚于开普敦城外的桌湾。

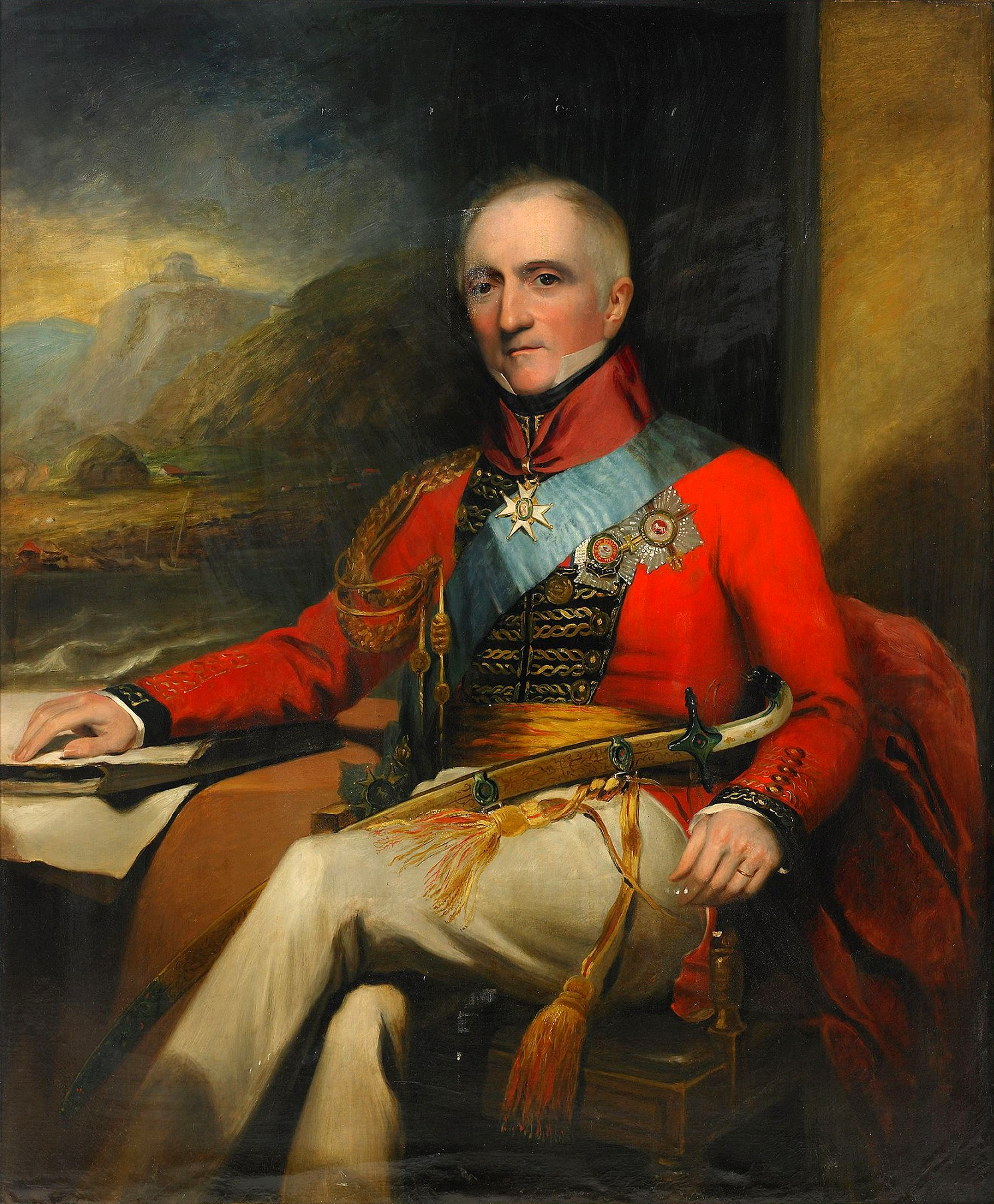
时任临时总督茹菲·邓金爵士

根据政府勘测员于1819年所作的报告，时任临时总督茹非·邓金决定：将三个较大的移民团体分别安置在大鱼河、卡里加河与布劳克兰茨河（英語：Blaauw-Krantz River）附近。在邓金的指导下，移民们定居在以格拉罕镇为顶点，大鱼河河岸与卡里加河河口为底的三角形区域内。在许多新建成的村镇中，邓金以其妻子的名字命名了一座移民村庄：伊丽莎白港。

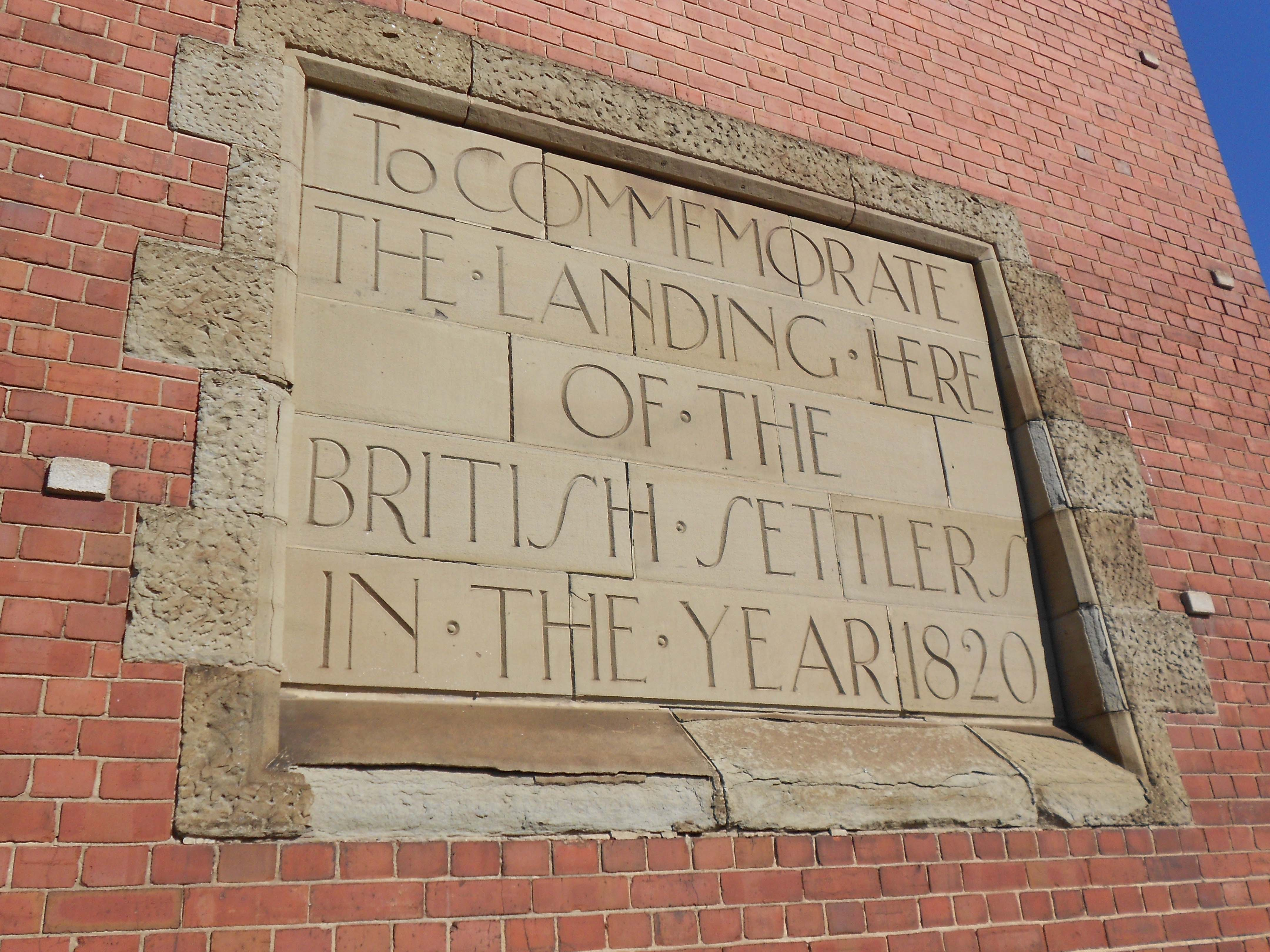
伊丽莎白港钟楼墙壁上，纪念1820年殖民者登陆此地的文字雕刻。

### 种族关系与隔离政策
伊丽莎白港建立之初，她的人口组成就十分多元化，除白人殖民者外，开普马来人和有色人也前来此地居住。在当时，虽然经济地位一定程度上与所属种族有关（白人总体而言收入更高，居住区的条件也较好），但是这样的关联并不绝对，跨种族婚姻也模糊了各族之间的差别。
然而，官方对待土著黑人的态度却完全不同，1825年，伦敦传道会在镇的西部边界处建立传教站，试图使当地人改宗基督教，并对其施以“文明教化”。1855年，由于越来越多原先居住在乡村地区的黑人开始移居到镇上以寻找工作机会，政府发布了第一份种族隔离条例：传教站附近的一片郊区被划为“黑人居民区”（英語：Location），黑人们必须居于此地，除非其有能力购买地产，或是由雇主提供住处。1901年，伊丽莎白港爆发鼠疫疫情，黑人区由于较为拥挤且居住条件较差成为了重灾区。白人公民们强烈要求将黑人居住点从离城镇较为接近的地点移除出去，市议员与殖民地议会议员们不得不再次考量有关黑人住房的问题。这一次，距离市中心六公里的新布莱顿成为了新的黑人居民区，原住地则被拆除。到了1911年，半数黑人人口居住在这样特别划定的居民区内。
南非立法者们对于种族问题的态度逐渐强硬了起来，政府开始实行一系列限制性措施。1923年，土著（城区）法（英語：Native (Urban Areas) Act）通过，法律要求所有市政府必须划定黑人居民区；1936年，土著商业信托与土地法（英語：Native Trust and Land Act, 1936）通过，黑人从此被禁止购买黑人居民区以外的土地。亚裔，有色人和开普马来人也被隔离政策所影响，他们被禁止购买乃至居住大多数新的私人房产（受雇于房主的情况除外）。
1948年，南非国民党上台，新政府开始实施一项新的计划，主要包含两个部分：第一，完全隔离黑人人口，将他们逐出城市；第二，将剩下的人口分成生活在不同地区的不同族群。该计划的目的是彻底消除不同种族在同一区域居住或从事商业的情形，最终各族将生活在分开的城镇当中。为在“白人区”的黑人财产被没收，通行证法令的实行则严格限制了人口的流动。1951-1960年，新布莱顿镇的人口增加了两倍，从35000人增加到了97000人。
1985年，伊丽莎白港的规划终于接近了国民党计划中的描述，全城50.2万人中，仅有3.4%的人口居住在划定的居住区以外。很快，严格的隔离政策开始松动：1986年，对黑人进城的管控放松，大量贫困失业的黑人进入城区；同年，中央商务区的贸易活动开始向所有种族开放。

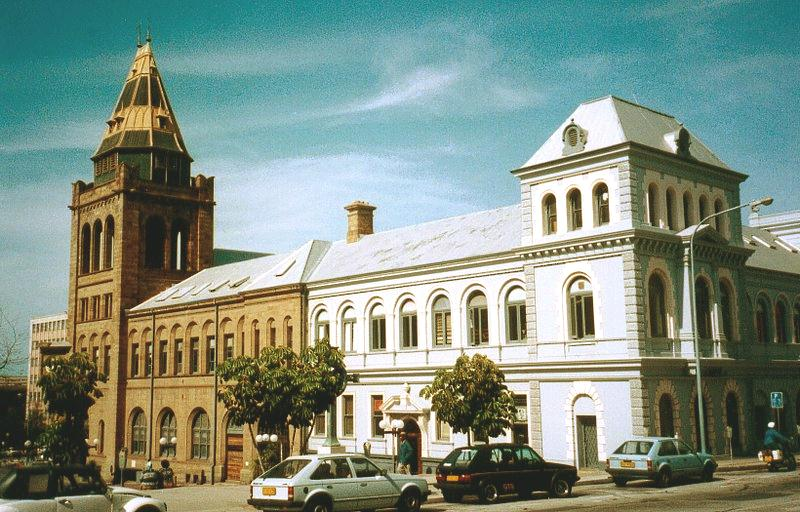
1991年的伊丽莎白港

### 当代伊丽莎白港
1994年，种族隔离正式走入了历史。为了能够再次融入国际市场，之前的贸易保护主义政策不复存在，关税被大幅削减，对本地工业的各项补贴也遭到取消。在全国经济不景气的大背景下，伊丽莎白港的形势甚至更糟：1998年，伊丽莎白港-尤坦黑吉地区生产总值占全国生产总值的比例为3%，而这一数字在1972年是4%。社会方面，在新布莱顿镇这样贫困的地区，政府依旧无法建立起有效的管理机关，为了抑制犯罪，人民组织起被称为“Amadlozi”的“本地司法”(英語：Local Justice)。该种非正式的“司法”在居民们眼里成了“匡扶正义”的重要途径，本地的非国大党员则化身警方与“Amadlozi”之间的仲介人，以进行“警民合作”。。

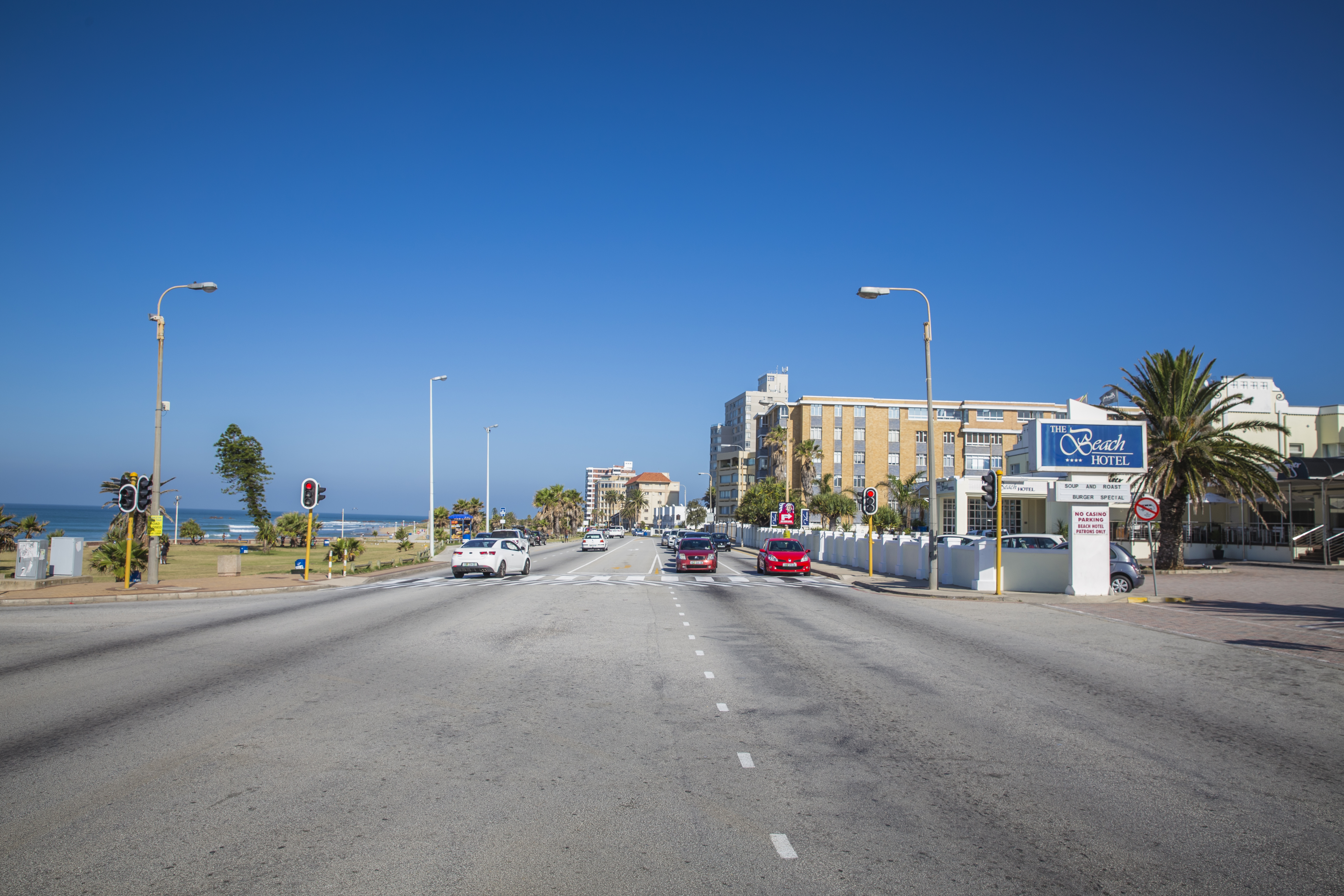
2015年的伊丽莎白港

2019年，东开普省地名委员会提议，将城市官方名称变更为穿城而过的巴肯河的科萨语与南科伊语名字“Gqeberha”(格贝哈)，并获中央政府采纳。2021年2月23日，在当地人民激烈的反对声中，改名正式生效。

## 地理

### 地质
格贝哈的南部建立在坚硬的石英岩上，地势成波形，平均海拔50-130米，城北的地下则是相对柔软的白垩。当地的地质环境提供了大量的建筑材料，包括沙与砾石。斯瓦特科普斯河河谷则是重要的盐产地，1987年的地质学勘测报告显示这里产出的盐占南非总产量的15%。

### 生态
格贝哈是南非唯一在城市边界内拥有“七霸”（象、牛、犀、狮、豹、鲸和鲨）的城市。这一地区的鸟类种群非常庞大，离岸不远的圣克洛伊是非洲企鹅最大的繁殖栖息地。

### 水文
格贝哈的海岸线长达40公里，其本身位于印度洋岸上，俯瞰阿尔哥亚湾。1987年的资料显示，当地的供水由距离城市最远120公里的共计七座水坝提供，其中最大的三座拥有净水设施。2022年8月，气候变化导致的旱灾加之管理失误致使这座城市即将迎来所谓的"Day 0"，即自来水供给的枯竭，人们被迫前往公共取水点。

### 气候
由于格贝哈的地势较低，且受到温暖的阿古拉斯洋流的影响，她的气候温和而又干燥。降水量按季节分布总体而言较为均衡，仅在春夏时期略多。降雨多以突如其来的暴风雨为主，大多集中在几天以内。当地极少降下冰雹，但在冬日里往往有较多的露水。该地盛行西南风与[[东南风，一年之中风最大，刮风频率最高的时间段为春夏时期，年均风速为5.2米每秒。年平均相对湿度为79%，3月是最为湿润的季节，湿度为82%，而七月湿度最低，为75%。根据1980-2010年的气象数据，每年的2月是气温最高的季节，这个时期的平均最高气温达到25.9摄氏度，而7月是最寒冷的季节，平均最低气温为8.2摄氏度。

## 政治
伊丽莎白港历史上曾经有过自己的市政机关，在1995年的选举中，恩凯巴·法库胜选（英語：Nceba Faku），成为该市历史上第一位黑人市长。2001年，伊丽莎白港并入纳尔逊·曼德拉湾大都会自治市。目前，自治市议会共有120席，其中60席从选区中产生，另60席则以比例代表制划分。2021年的地方选举中，民主联盟得票率第一（39.92%），获48席，非洲人国民大会（非国大）紧随其后（39.43%），亦获48席，经济自由战士则获得6.4%的选票与8席，排在第三。同年，非国大的候选人欧根·约翰逊当选最新一任市长。

## 经济
2018年，伊丽莎白港所属的纳尔逊·曼德拉湾大都会自治市的国内生产总值（GDP）达到了1284亿兰特，为东开普省内部最大经济体，占全省GDP的34.1%。从2008年到2018年，该地区的年均GDP增长率为1.5%。根据2021-22年的市政府年度报告（草案），当地的第一大行业为公共，社会与个人服务，2020/21年度毛附加价值（GVA）达到约289.9亿兰特，雇员人数达到95278人。

### 第一产业
自治市是南非最大的羊毛与马海毛产地，全国99%的羊毛进货商，加工商与出口商在此地经营，约65%-75%的出口马海毛在当地加工。

### 第二产业
制造业目前是都会区的第三大产业，2020/21年度GVA达233.4亿兰特，产业类型主要有汽车制造，化工，食品，纺织等。当地制造的产品以制成品为主，1978年伊丽莎白港生产的商品当中高达70.4%属此类产品。共计42.0%的产品被销往比勒陀利亚－威特沃特斯兰德－弗里尼欣地区（Pretoria-Witwatersrand-Vereeniging，简称PWV），相比之下本地市场占比仅有17.2%。

#### 汽车工业

##### “好望角底特律”的起与落
第二次布尔战争期间，阿尔哥亚湾的货运交通再次繁忙起来，运输业与工业提供了大量就业岗位，到1904年，城市人口已达42603人，与1891年相比增长了约83%。其中黑人人口的增长幅度尤为可观，与1891年相比翻了超过一番，他们中的绝大多数从事体力劳动。
1911年，工业雇佣了当地约四分之一的劳动力，取代商业成为了雇员人数最多的产业。在1916/7年度与1920/21年度之间，29家新的工厂开业，单位生产量增加了78%，总产出的价值几乎是先前的两倍。

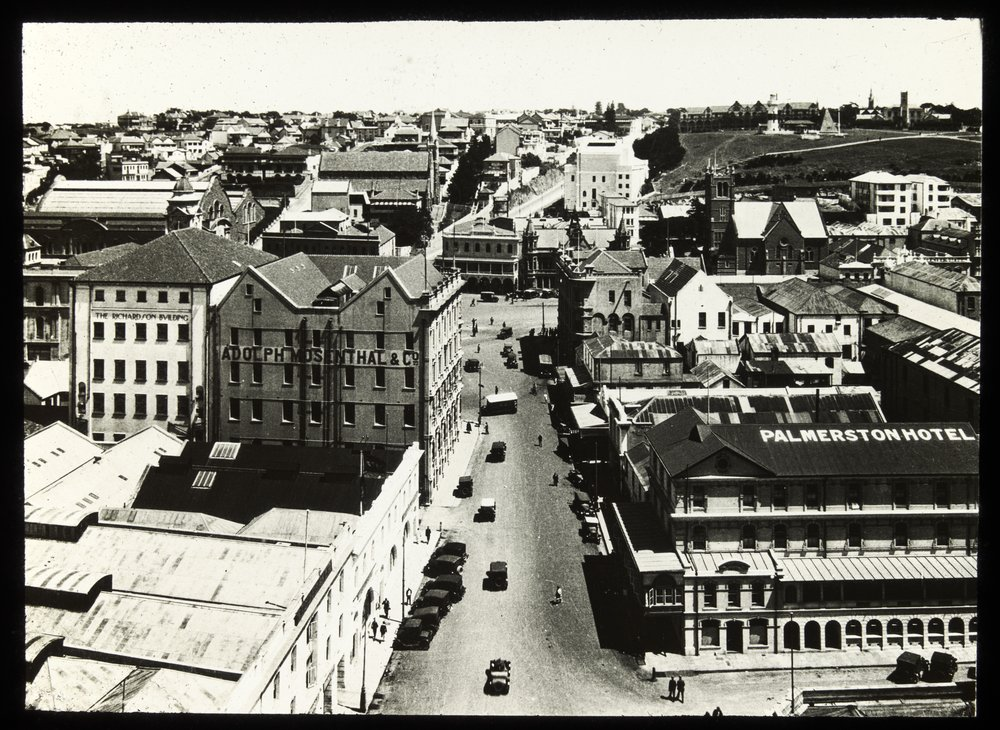
伊丽莎白港帕尔默斯顿酒店（Palmerston Hotel）

一战结束以后，价格低廉的欧洲商品如洪水般涌向了殖民地，本地工业的竞争力被大大削弱，当地贸易与工业局（英語：Board of Trade and Industries）为此制定了海关关税法（英語：Customs Tariff Act），推行贸易保护主义以保护本地尚在发展初期的工业。二十世纪二十年代中叶，美国跨国汽车制造公司通用汽车与福特汽车在伊丽莎白港建起了汽车组装厂，1929年，车辆销售达到了20000量。大萧条期间，白人开始将黑人挤出他们原先的岗位，使得后者的失业率急剧攀升，在黑人人口占绝对多数的新布莱顿镇（英語：New Brighton, Eastern Cape），2131名拥有劳动能力的成人中有高达644人没有工作。而市政机关于1931-32年间所提供的所谓“济贫工作岗位”却是以当时最低工资一半的价钱雇佣一百个出头的黑人劳工。与南非联邦的其他地区相比，伊丽莎白港对土著劳动力的依赖程度要低很多：在全市登记的制造业工人中，近60%为白人，当时雇佣人数最多的汽车制造业里，白人工人的占比更是达到惊人的92%。相比之下，黑人们大多从事于服务业。
二战之后，汽车工业继续蓬勃发展。在战后的经济腾飞中，引进传送带及其他自动化机械的通用和福特在当地的生产规模扩大了许多。美国通用轮胎公司位于新布莱顿镇边缘的新工厂于1947年投产，凡士通轮胎和橡胶公司的旧工厂也得到了扩建，伊丽莎白港成为全国最大的轮胎与橡胶生产地。
二十世纪五十年代，原先实为劳动密集型产业的汽车组装产业开始采用“福特主义”的管理模式，劳工的工作模式发生了转变：全年制的雇佣关系渐渐取代了曾经需求量较大的季节性工作。白人男性对汽车制造业工作岗位的垄断也开始有了松动的迹象，从五十年代开始，组装生产线劳工的种族构成渐渐变得多元化：1949年，82%的工人为白人，这一比例在1963年下降到了41.7%，相比之下，有色人所占的比例却从之前的5%上升至40.6%。与此同时，之前的白人工人们开始进军管理层或是需要更高技能的职位。
产业的繁荣下隐藏着尴尬的事实：仅有18%的零部件采购自本地供应商，且多为油漆，玻璃等低附加价值商品，其余高达82%的部件全部依赖进口。在国民党政府看来，本国的汽车工业不应当沦为跨国企业降低成本的渠道，而是要与本土的开采，制造，经销产业相结合，以更好的发展社会经济。1962年，企业所生产的汽车只要有25%的国产部件就可以获得补贴，而到了八十年代前期，这一要求已被逐步提高到了66%。此举使得相关产业迎来了井喷式发展，1961年，对汽车零部件制造业的投资约为1500万兰特，十年后，这一数目已升至1亿兰特；制造业巨头通用，福特也纷纷在伊丽莎白港城区及周边建立新的工厂以本地化零部件的供应，其中包含1963年福特建立的引擎工厂。
然而，本土制造业的繁荣却在实质上打击了伊丽莎白港的汽车工业。由于政府的自由放任经济政策，几乎每一个跨国车企都进军了南非市场：对新来者而言，相比于方便获得进口部件的伊丽莎白港，拥有廉价的黑人劳动力与政府的慷慨资助的比勒陀利亚和同为港口城市，靠近铁矿石产区的德班显然更有利于制造业的发展。伊丽莎白港－尤坦黑格地区的市场份额从1964年的约三分之二下降到了1971年的约五分之二。
二十世纪八十年代，经济危机吞没了整个南非，规模不经济与兰特贬值抬高了汽车的价格，有能力购买汽车的消费者人数急剧减少。生产厂家的数量开始下滑，失业率攀升，伊丽莎白港－尤坦黑格地区的损失尤为惨重，去工业化的时代似乎即将到来。
历史上，伊丽莎白港繁荣的汽车工业一度使她被称为“好望角上的利物浦”，进入八十年代，通货膨胀导致车辆价格暴涨，市场低迷。2017年，通用汽车公司宣布撤出南非市场，原先拥有的设备和厂房被五十铃收购。2018年，北汽集团位于伊丽莎白港总价值110亿兰特的汽车组装厂完成了厂房建设与设备安装，并与同年开始生产作业。

### 第三产业

#### “好望角的利物浦”
早在定居者来到之前，阿尔哥亚湾地区就已经开始了对外贸易，1812年，当地向毛里求斯出口了250只绵羊和14574公斤黄油，第二年则向同一目的地出口了3000桶粗盐腌牛肉。但在1820年之前，出口货物的总价值无法确定。
大批移民的到来给曾经寂静的海湾注入了经济活力。尽管从军事角度，伊丽莎白港离前线较为遥远，战略地位并不突出，但在商人眼中，她贴近羊毛业蓬勃发展，工业化进程如火如荼的殖民地内地。1821年，港口出口货品的总价仅有1500英镑（进口额未知），但到了1825年，出口额便已升至5200英镑，进口额达到13090英镑。1830年，近出口额更是分别飙升至59301英镑与99743英镑。1821年，仅有6航次的货船停靠在伊丽莎白港，1825年增加到23航次，1830年达到50航次。
十九世纪四十年代开始，出口的货品类型开始有所转变，其中酒的出口遭遇重挫，占比从1820年的69%狂跌至1841年的29%。与此同时，羊毛产品却强势崛起，四十年代末出口额升至199432英镑，同期酒的出口额却遭腰斩至41225英镑。1868年，羊毛的出口达到史上最高峰，占到殖民地所有出口产品的82%。从1820年到1870年，好望角地区的主要出口产品来源从种植业转变到了畜牧业。因此，伊丽莎白港，这一通往内地牧场的门户，一跃成为最佳贸易港。经济极盛之时，本地人民甚至认为，伊丽莎白港远不仅仅是“好望角的利物浦”，更是“好望角的纽约”。
港口贸易繁盛的同时，伊丽莎白港的建筑规模也在迅速扩大。在移民们庆祝她建立20周年之时，这座当初的村庄已发展为拥有300座房屋，人口达2300的小镇。1847年，小镇共有20家批发商行，其中5家在近一年内成立，同年，伊丽莎白港银行开业。地产价格也开始暴涨：主干道上的一家肉店在仅仅几年的时间内房价增加超过三倍，从购买时的190英镑升至700英镑。

##### 航运业衰落
十九世纪七十年代，罢工潮席卷了伊丽莎白港。1872年，港区工人们宣布罢工，由于缺乏相关的机械设施，码头工人们的行动很快使严重依赖人力的港口陷入瘫痪。雇主们不得不提高了工资，并着手募集投资，准备提升港口运行的机械化程度，以减轻未来体力工人罢工对港口运行的影响。然而，商人们的三寸不烂之舌并未说服政府批准总预算一百万英镑的建设计划。为此，伊丽莎白港港口管理局（英語：Port Elizabeth Harbour Board）试图通过拒绝向政府偿还债务来反击，却适得其反，导致部分商业收入被强行收入政府囊中，一些商人引咎辞职。在1873-1883年之间，政府对伊丽莎白港码头建设的拨款不到三十万英镑，相比之下，东伦敦与开普敦各获得五十万英镑与一百万英镑。
1881年,殖民地政府换届，新上任的财政长官查尔斯·哈顿公开表示，除一些“保护性工作”外，政府不会大力投入改善伊丽莎白港的港口条件。尽管十九世纪八十年代早期的港口并未发生罢工，劳工问题却依然明显：本地商人无法组织起高效的劳动团队，旷工现象十分普遍。除此之外，在经历早先的狂热之后，羊毛的价格开始了下跌，相比之下，钻石产业却飞速发展，其出口额于1878年超过羊毛。1884年，分别从开普敦和伊丽莎白港开往内陆的西部与中部铁路线于距金伯利（位于主要钻石产区附近）80公里处汇合，当年的运费方案规定，不论运输距离，每公里运费皆相同。但在开普敦商会的游说之下，数种发往开普敦的货品获得了13%的运费折扣，而发往伊丽莎白港的同类货品却只能得到1%的折扣。这样一来，即使开普敦较伊丽莎白港而言距离金伯利较远，运费上后者却毫无竞争优势。多重影响之下，伊丽莎白港的颓势渐显。
泡沫破裂了，之前被过分抬高的钻石价格暴跌。由此整个殖民地的经济开始衰退，早期由以开普敦为甚：数个商行的资金链断裂，大量的商人无法还清信用贷款，一些人甚至希望银行能豁免其还款责任。这时伊丽莎白港的经济反而未受重创——羊毛的价格与出口量并未下跌太多。但到了1883年，连年的旱灾开始显露其威力，东开普省的商业活动低迷了起来。1884年12月，在政府的压力下，地区总部位于伊丽莎白港的殖民地最大银行——标准银行宣布将管理层迁移至开普敦。
1886年，经济形势好转了起来，钻石的出口额时隔数年首次上涨。羊毛价格的回升与降雨的来临重新提振了伊丽莎白港的经济，这一年出口增长了8%。但在这一复苏的表象之下，伊丽莎白港实际再也无法回到旧日的荣光——开普敦夺走了大部分的商业机会。事实上，她此时仍有一些优势：中部铁路线的铺设普遍较为平坦，减少了颠簸，以使得货运车皮可以装的更满；港口上工人较长的工作时间也在一定程度上减少了劳工成本。然而，运输车辆的缺乏，严重偏向开普敦的铁路管理机构，以及长期以来落后的港口设施使这些优势也丧失殆尽。
经济上的落后也导致了人口增速的放缓，极盛之时，伊丽莎白港的人口一度超过开普敦的三分之一，但到了十九世纪九十年代末，前者的人口数量已经低于后者的四分之一。

#### 今天的格贝哈港口
如今的格贝哈港口吞吐量在11.2-12.5万亿吨之间，相比之下，德班港2019年的吞吐量为81.21万亿吨。即便已经大不如前，伊丽莎白港仍然拥有相当重要的地位，她是全国五个拥有集装箱码头的港口之一。港口的集装箱码头拥有3个泊位，总长度达到925米，储货区面积达到22公顷，共有5400个货舱。
除了历史较为悠久的伊丽莎白港以外，位在其东北20公里处的恩库拉港（英語：Port of Ngqura）亦是重要港口。恩库拉港于2009年开始运营，年港口吞吐量超过600万吨，航次超过400次。

#### 旅游业
八十年代，由于投资的流失，伊丽莎白港不得不想方设法多元化经济体系以挽救颓势。格贝哈靠海的地理位置与多风的环境给予水上运动得天独厚的条件，阿尔哥亚湾因而被称为“南非水上运动之都”。当地的气候更是使其全年都可以吸引水上运动爱好者前来旅游。
格贝哈的生态多样性也成为其的一大亮点，共有8种鲸、7种海豚、25种鲨鱼和5种鳐鱼生活在阿尔哥亚湾。据估计，海湾内的宽吻海豚数量为全世界最多。还有6000种鸟类生活在斯瓦特科普斯河口。城市附近的阿多大象国家公园内则可以观赏陆生的非洲五大猛兽。
当地的文化也相当多元，历史上，科伊桑人、英国、荷兰、德国和科萨人文化在此地交融。
虽然具有诸多优势，格贝哈旅游业的发展并非一帆风顺。当地的社会治安，开普敦和约翰内斯堡带来的商业竞争以及科学营销的不足都对旅游业产生了一定的负面影响。

## 文化

### 历史建筑
作为英国殖民者建立的城市，格贝哈自然拥有大量英式建筑。城市早期建筑主要有四种风格：乔治时代建筑，摄政时代建筑，维多利亚时代建筑以及爱德华时代建筑。乔治时代建筑的代表之一为1825年建成的城堡山路7号（英語：No 7 Castle Hill）村屋，现为历史博物馆，风格特征包括石板制成的屋顶以及位于山墙顶端的烟囱。而邓金街上（英語：Donkin Street）的排屋则体现出了摄政建筑的风采，相比于前者，这些排屋的山墙呈阶梯状，并且带有悬臂式的阳台。格贝哈的维多利亚建筑可以被细分为早期（纽因顿路（英語：Newington Road）排屋），中期（伊丽莎白港女士俱乐部（英語：PE Women's Club）），晚期（卡文迪许屋（英語：Cavendish House））三种风格。格贝哈还拥有南非历史上第一座建成至今仍在运转的公共图书馆（1902年正式开放），宏伟的图书馆建筑本身亦是维多利亚哥特式风格的体现。
作为一座文化多元的城市，伊丽莎白港的历史建筑不仅限于殖民者留下的遗产。在奥斯曼土耳其帝国的资助下，阿齐兹清真寺（英語：Masjid Aziez Mosque）于1900年向信众开放，它也是所在区域里为数不多未在六十年代遭当时政府拆除的建筑。

### 运动
为了承接2010年南非世界杯的比赛，纳尔森·曼德拉海湾球场于2007年3月15日破土动工，总容量46000人。在此之间，整个东开普省都不曾拥有过世界级的足球场。整个体育场最高处离地约40米，其中西区有六层，而北、南、东区各有五层。此外，场内还有两块长12.7米，宽7.2米的巨大屏幕，用以实时转播。

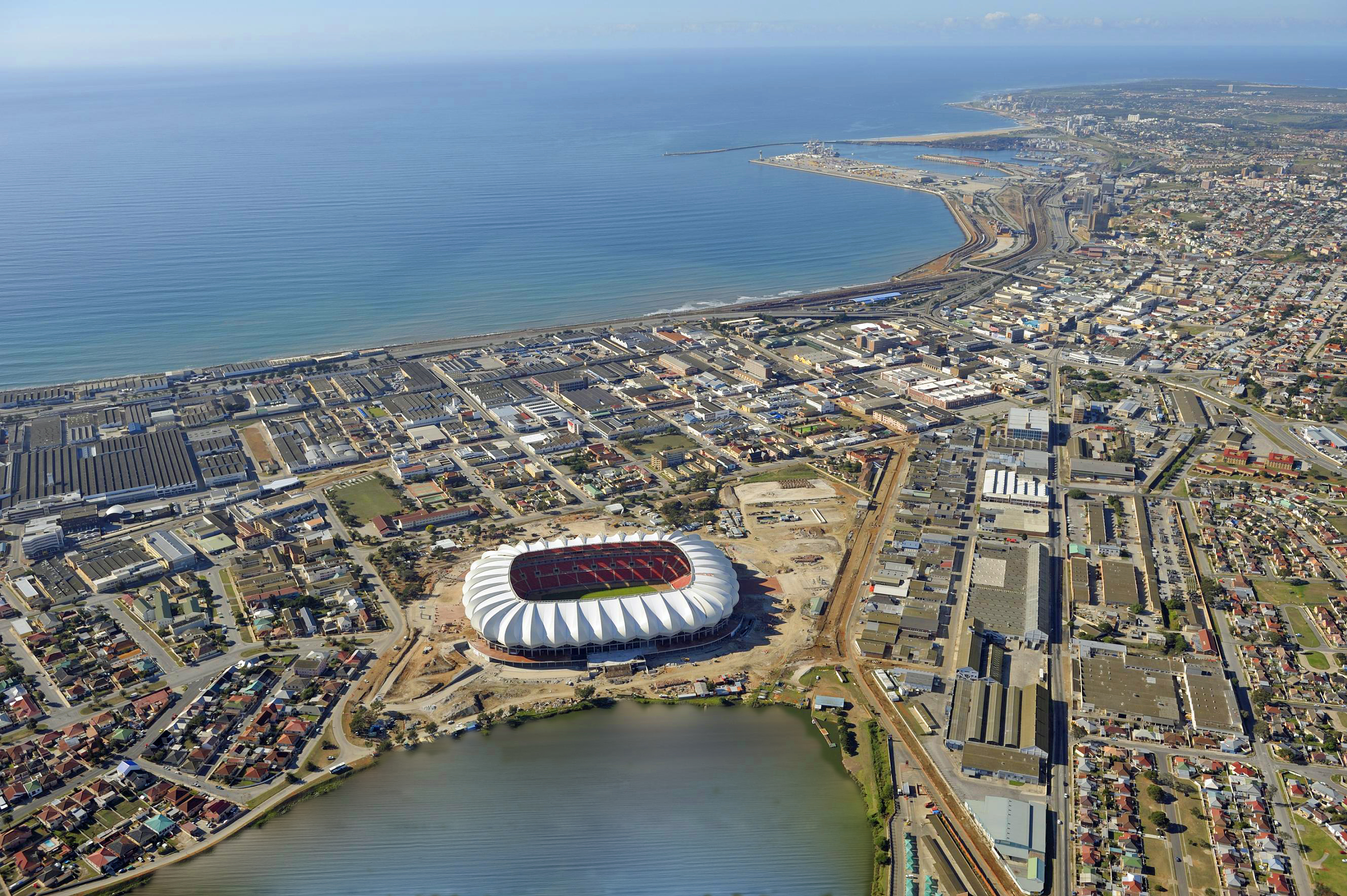
纳尔逊·曼德拉海湾球场

### 教育
2005年的报告显示，伊丽莎白港学区共有272所学校。东开普省的教育事业长期被政府所忽视，1996年，该省的师生比为48.7：1，而这一数字在西开普省是26.4：1。为缓解教师团队人手的不足，政府部门决定将约6900名教师被调配到伊丽莎白港学区的176所学校。然而，这一决定却招致大量不满，原因包括政府资金的缺乏，调配过来的教师缺乏对校长的信任，政府机关未作出足够的人性化考量等。
此外，在一些贫困地区，学校与家长之间的合作极为有限，这一点也导致了教学质量的下降。

#### 高等教育

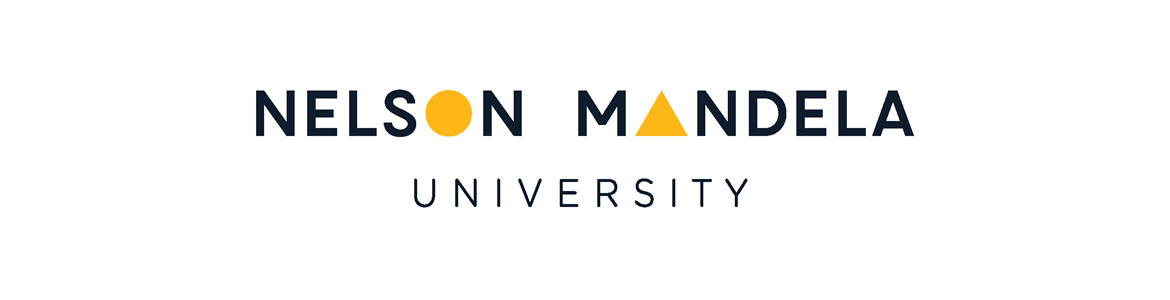
纳尔逊·曼德拉大学

1964年1月31日，伊丽莎白港大学成立，为全国第一所双语教学的住宿大学（英語：residential university）。后来，伊丽莎白港大学、伊丽莎白港科技学院（英語：PE Technikon）（来源于1882年成立的伊丽莎白港艺术学校(英語：PE Art School)）以及维斯塔大学伊丽莎白港校区（其为贫困学生提供高等教育）三校合并为纳尔逊·曼德拉都会大学（英語：Nelson Mandela Metropolitan University），于2005年1月1日正式成立。2017年，该校正是改名为纳尔逊·曼德拉大学）。

## 人口

納爾遜·曼德拉城市區的人口密度

納爾遜·曼德拉城市區域的家庭語言使用語言狀況

| <1 /km² 1–3 /km² 3–10 /km² 10–30 /km² 30–100 /km² |  | 100–300 /km² 300–1000 /km² 1000–3000 /km² >3000 /km² |

| 南非語 英語 |  | 科薩語 無顯性 |

### 概况
根据2011年南非普查数据，伊丽莎白港的城区面积为251.03平方公里，人口达到312393，共记有99794个住户。人口性别比为92.5，市民中51.9%为女性，48.1%为男性。0-14岁的年轻人口占比达到21.3%，69.6%的人口处在15-64岁的劳动年龄，65岁以上的老年人则占总人口的9.1%。

### 种族
随着时代的变迁，格贝哈人口的种族分布也经历了较大的变化。在定居点建立早期，当地人口为支配当地政治经济的欧洲人以及他们的开普马来人仆役。后来，土著非洲人也开始来到当地生活。1948年国民党政府开始实施隔离政策之后，当地的居民被划为以下五个种族：白人、印度人、华人、黑人和有色人（包含开普马来人）。1855年，高达73%的市民为白人，但到一个多世纪之后的1991年这一比例就下降到了20%，相比之下黑人的占比从1904年的22%升至1991年的62%。
| 族群         | %    |
| ------------ | ---- |
| 南非黑人     | 30.6 |
| 白人         | 37.8 |
| 有色人       | 27.0 |
| 印度裔南非人 | 3.2  |
| 其他         | 1.4  |

### 语言
| 第一語言     | %    |
| ------------ | ---- |
| 手语         | 0.3  |
| 祖鲁语       | 0.5  |
| 科萨语       | 22.2 |
| 南非荷兰語   | 40.2 |
| 北索托语     | 0.2  |
| 茨瓦纳语     | 0.4  |
| 英语         | 33.2 |
| 塞索托语     | 0.5  |
| 特松加語     | 0.1  |
| 史瓦濟語     | 0.1  |
| 文達語       | 0.1  |
| 南恩德贝莱语 | 0.4  |
| 其他         | 1.8  |

## 友好城市
| 城市   | 國家 |
| ------ | ---- |
| 哥特堡 | 瑞典 |

## 脚注
1. ↑  也被当地的科萨语使用者称为“iBhayi”[6]